# Krinkí
Krinkí (en ucraniano: Кринки, romanizado: Krynky) es un pueblo ucraniano perteneciente al óblast de Jersón. Situado en el sur del país, forma parte del raión de Jersón y del municipio (hromada) de Oleshki.
La localidad se encuentra ocupada por Rusia desde febrero de 2022 en el marco de la invasión rusa de Ucrania.

## Geografía
Krinkí se encuentra a orillas del río Konka, 28 km al noreste de Oleshki y a unos 40 km al este de Jersón.

## Historia
Ostap Vishnia llegó por primera vez a Krinkí en 1955 y en agosto-septiembre de 1956, junto con su esposa, Ostap Vishnia descansó nuevamente en Krinkí.
Durante la invasión rusa de Ucrania, Krinkí fue capturada y ocupada por el ejército ruso.Como resultado de la destrucción de la presa de Kajovka en junio de 2023, Krinki quedó casi completamente sumergida, según Tetiana Hasanenko, jefa de la administración militar ucraniana del hromada. La mayoría de sus residentes huyeron al vecino pueblo Kozachi Lageri, que también sufrió grandes inundaciones. Las autoridades ucranianas perdieron el contacto con la población de la comunidad, ya que la electricidad y el Internet se quedaron completamente sin electricidad durante días.
El 30 de octubre de 2023 se informó que, durante una de las incursiones ucranianas en la desembocadura del Dniéper, las Fuerzas Armadas de Ucrania habían avanzado y recapturado Krinki, y lo habían mantenido durante 24 horas. En los primeros días de noviembre se reportan duros combates y bombardeos en el lugar, pero confirmándose hay una cabeza de puente que las fuerzas militares ucranianas intentan expandir.

## Demografía
La evolución de la población de Krinki entre 1989 y 2001 fue la siguiente:
| 874                                                           | 991 |
| (Fuente: Cities & Towns of Ukraine y UKRAINE: Größere Städte) |     |

Según el censo de 2001, la lengua materna de la mayoría de los habitantes, el 90,21%, es el ucraniano; del 9,28% es el ruso.

## Infraestructura

### Arquitectura, monumentos y lugares de interés
La casa en la que vivió Ostap Vishnia es un museo, restaurado en 2020 tras haber sufrido numerosos desperfectos.